# Winkelbinden-Wellenstriemenspanner
Der Winkelbinden-Wellenstriemenspanner (Scotopteryx moeniata), auch Winkelbindiger Wellenstriemenspanner, Dunkelbraungebänderter Linienspanner oder Mauerspanner genannt, ist ein Schmetterling (Nachtfalter) aus der Familie der Spanner (Geometridae) und wird in deren Unterfamilie Larentiinae eingeordnet.

## Merkmale

### Falter
Die Flügelspannweite der Falter beträgt 26 bis 34 Millimeter. Die Grundfarbe der Vorderflügeloberseite variiert von hellgrau über bläulich grau bis zu hell braungrau. Das schwarzbraune bis dunkel rotbraune, im Zentrum leicht aufgehellte Mittelfeld wird von hellen Linien eingefasst. Auffällig ist eine kräftige, einzelne, zahnartige, saumwärts gerichtete Spitze. Der Apex wird durch einen dunklen Schrägstrich geteilt. Die Hinterflügeloberseite ist nahezu zeichnungslos grau bis graubraun. Die Fühler der Männchen sind gekämmt, diejenigen der Weibchen fadenförmig.

### Ei
Das Ei hat eine ovale Form, eine glänzend orange gelbe Farbe und ist mit einer netzartigen Struktur überzogen. Die Mikropylrosette ist sechs- bis siebenblättrig.

### Raupe
Erwachsene Raupen sind graubraun, zuweilen leicht rötlich schimmernd, fein dunkelbraun gesprenkelt und mit kurzen Borsten versehen. Sie besitzen eine unterbrochene dunkle Rücken- sowie an den Seiten jeweils zwei ebenfalls dunkle Längslinien. Die Stigmen sind schwarz, der Bauch ist hell.

### Puppe
Die trüb rotbraun gefärbte Puppe zeigt helle Segmenteinschnitte und einen dunklen Kremaster.

### Ähnliche Arten
Scotopteryx angularia (Syn.: Scotopteryx diniensis) besitzt zwar die gleichen Zeichnungselemente wie Scotopteryx moeniata, tendiert im Gesamterscheinungsbild jedoch mehr zu hellbraunen bis gelbbraunen Tönungen. Zur sicheren Bestimmung ist eine genitalmorphologische  Untersuchung anzuraten.

## Verbreitung und Vorkommen
Der Winkelbinden-Wellenstriemenspanner ist in Europa lokal verbreitet, fehlt aber in einigen nördlichen Regionen. Von den Britischen Inseln gab es nur vereinzelte Hinweise. Die südöstliche bzw. östliche Verbreitung reicht bis zum Kaukasus und dem Ural. Die Art bevorzugt kalk- oder lößhaltiges Gelände. In den Alpen kommt sie in Höhenstufen bis etwa 1600 Meter vor. Sie bewohnt Ginsterheiden, warme Hänge, aufgelassene Weinberge, Waldränder sowie Ödländereien  und Halbtrockenrasenflächen.

## Lebensweise
Die tag- und nachtaktiven Falter fliegen in einer Generation von Mitte Juli bis Anfang September. Tagsüber wurden sie saugend an Besenheide (Calluna vulgaris) beobachtet. Sie können leicht aus der Vegetation aufgescheucht werden. Nachts kommen sie an künstliche Lichtquellen. Die Raupen leben ab September, überwintern und verpuppen sich im Juni des folgenden Jahres. Sie ernähren sich von verschiedenen Pflanzen. Dazu zählen Goldregen- (Laburnum), Ginster- (Genista) und Geißklee-Arten (Cytisus).

## Gefährdung
Der Winkelbinden-Wellenstriemenspanner kommt in den deutschen Bundesländern in unterschiedlicher Anzahl vor, gilt in einigen norddeutschen Regionen als verschollen und wird auf der Roten Liste gefährdeter Arten als „gefährdet“ geführt.